# Fernando Grande-Marlaska
Fernando Grande-Marlaska Gómez, né le 26 juillet 1962 à Bilbao, est un magistrat et homme politique espagnol.
En juin 2018, il est choisi par Pedro Sánchez pour occuper le poste de ministre de l'Intérieur dans son nouveau gouvernement.

## Biographie

### Origines et formation
Né à Bilbao, il est le fils d'Avelino Grande, policier municipal. Il devient juge en 1987, et jusqu'en 1989 il occupe ses fonctions au tribunal de première instance de Santoña, en Cantabrie, où il instruit l'affaire de l'assassinat des marquis d'Urquijo par Rafael Escobedo. En 1990, il est muté comme juge d'instruction no 2 de Bilbao, fonctions qu'il occupe pendant neuf ans. Il est ensuite promu comme président de la sixième chambre pénale de l'Audience provinciale de Biscaye.
En 2003 il s'installe à Madrid comme juge d'instruction no 36.
En 2004, il est nommé substitut du juge Baltasar Garzón comme cinquième juge central d'instruction, poste auquel il se fait connaître au niveau national, étant déjà connu comme instructeur dans sa ville, qu'il décide de quitter à cause des menaces de l'organisation terroriste ETA.

### Magistrat de l'Audience nationale
Il est jusqu'au 30 juin 2006 juge du cinquième tribunal central d'instruction — qui enquête sur les crimes et délits relevant de l'Audience nationale — en remplacement provisoire de Baltasar Garzón
Il se fait alors remarquer pour l'instruction des affaires contre l'organisation terroriste ETA, en empêchant des manifestations de la gauche abertzale, convoquées par Arnaldo Otegi et par l'intervention policière contre l'organisation Fórum Filatélico. Au retour de Garzón à son poste, il reste adjoint à la chambre pénale de l'Audience nationale.
Il échoue à se faire élire en 2006 membre du Conseil général du pouvoir judiciaire (CGPJ) comme candidat indépendant.
Il devient l'année suivante juge du troisième tribunal central d'instruction, en remplacement de Teresa Palacios. Le 23 février 2012, il est nommé président de la chambre pénale de l'Audience nationale, succédant à Javier Gómez Bermúdez. Il est nommé le 29 novembre 2013 membre du Conseil général du pouvoir judiciaire par le Sénat, sur proposition du Parti Populaire.

### Ministre de l'Intérieur
En 2018 il est choisi par le président du gouvernement Pedro Sánchez pour devenir ministre de l'Intérieur.

## Vie privée
Il a participé à de nombreuses campagnes, notamment une en faveur de l'usage du préservatif parmi la communauté LGBT. La revue Zero, adressée  majoritairement à un public homosexuel, dans son numéro 84, informa que le juriste s'était marié avec son compagnon.

## Menaces
En 2008, une enquête du juge Baltasar Garzón permet de découvrir qu'un commando de l'organisation terroriste ETA avait planifié un attentat contre Grande-Marlaska.